# Mete-Ekşi-Preis
Der Mete-Ekşi-Preis, der über den Mete-Ekşi-Fonds finanziert wird, wird seit 1992 jährlich vom Landesverband Berlin der Gewerkschaft Erziehung und Wissenschaft (GEW) und dem Türkischen Elternverein Berlin Brandenburg vergeben. Mete Ekşi war ein deutscher Jugendlicher mit türkischer Familien-Geschichte, der als 19-Jähriger bei einer gewalttätigen Auseinandersetzung am Berliner Adenauerplatz ums Leben kam.

## Preis-Geld und Vergabe-Kriterien
Der mit insgesamt 3.000 Euro dotierte Preis zeichnet die Arbeit von Kindern und Jugendlichen aus, die sich für einen friedlichen interkulturellen Umgang einsetzen.

## Preisträger
Im Folgenden werden die 1. Preisträger bei den Mete-Ekşi-Preisverleihungen nach Jahren aufgelistet:
- 1992 – Neuköllner Jugendzentrum Wutzkyallee mit dem Projekt „DeuJuKuArTü-Musical“
- 1993 – Beethoven-Oberschule mit einem Theaterprojekt
- 1994 – Kinderclubhaus Kunterbunt mit einem Videoprojekt
- 1995 – Kinder-Jugend und Kulturzentrum Naunynritze, Projekt „To stay here is my Right“
- 1996 – Jugendkulturetage Mosaik, Projekt „interkulturelle Jugendarbeit“
- 1997 – Kontaktladen V.I.P., Projekt „Engagement zur Integration von jungen Aussiedlern“
- 1998 – Kreuzberger musikalische Aktion e. V., Projekt „Förderung von musikalischen Projekten in Kreuzberg“
- 1999 – Mann-O-Meter-Maneo mit dem Projekt „Unterstützung von schwulen Jugendlichen unterschiedlicher Nationalität“
- 2000 – Jugendbündnis Bunt statt Braun
- 2001 – Berliner Landesinstitut für Schule und Medien-Konfliktlotsenprojekt-Gewaltprävention
- 2002 – Gutenberg-Oberschule und Gymnasium „F.F.Runge“ mit dem Projekt „Gewalt“ und „gegen rechts“
- 2003 – Projekt „X-Berg-Tag“ des Bezirksmuseums Friedrichshain-Kreuzberg „Interkulturelle Stadtführungen durch Kreuzberg“
- 2004 – Klasse 8.3 der Fritz-Karsen-Schule, „Aktion gegen Abschiebung von Mitschülern“
- 2005 – Schülerinnen- und Schülernetzwerk MuT – „Engagement für Menschlichkeit“
- 2006 – YAAM (young african art market)
- 2007 – Elbe-Grundschule in Neukölln und Richard-Wagner-Grundschule in Lichtenberg, Musikprojekt „So anders bist du gar nicht!“
- 2008 – HipHop-Projekt «JamOnIt» und die E-Jugend des Kreuzberger Fußballvereins Türkiyemspor
- 2009 – Berliner Tanzgruppe „Team SelaXion“ aus Reinickendorf, Tanzprojekt: „Auf Mission mit Straßenkindern von Berlin-HipHop gegen Rassismus“
- 2010 – Hermann-Hesse-Schule in Berlin-Kreuzberg für das Theaterstück „Özgürlük – oder – Is There No Sex In Kreuzberg“
- 2011 – „Schülerpaten Berlin e. V.“, Projekt „Förderung, Begleitung, Unterstützung ihrer arabischstämmigen Patenkinder“
- 2012 – Reginhard-Schule in Berlin-Reinickendorf mit dem Projekt „Letteparade“
- 2013 – Klasse 6a der Fichtelgebirge Grundschule in Berlin-Kreuzberg mit dem Projekt „Granaten und Äpfel: Mein Ich geht durch deinen Laden – Toleranz suchen“
- 2014 – Klasse 4a der Sternberg-Grundschule in Berlin Tempelhof-Schöneberg mit dem Projekt „Gegen Ausgrenzung und Diskriminierung“
- 2015 – Handballabtlg. SG VfB Hermsdorf-TV Waidmannslust in Berlin-Reinickendorf mit dem Projekt „Integration durch Sport“
- 2015 – Klassen 4a,5a,6a der Teltow-Grundschule in Berlin Tempelhof-Schöneberg mit dem Musik- und Tanztheaterprojekt „Das Leben von Muhamad“
- 2016 – Theater-AG der Klassen 4–6 an der Scharmützelsee-Grundschule in Berlin Tempelhof-Schöneberg mit dem Projekt „Verkehrte Flucht - Hayas Zeitreise nach Hause“[3]
- 2016 – Yaylas Wiese e. V. in Berlin Charlottenburg-Wilmersdorf mit dem Projekt „Lernen; überall-jederzeit-gemeinsam-aktiv!“[3]
- 2017 – United Youth Berlin
- 2017 – Klasse 5a der Lindenhof Grundschule für die szenische Lesung „Grundgesetz-Rap“
- 2017 – Katharina-Heinroth-Grundschule für einen Projekttag gegen diskriminierendes Verhalten gegenüber Roma und Romnija sowie Sinti und Sintize
- 2018 – Schüler Treffen Flüchtlinge e. V.
- 2018 – Stolpersteinprojekt der Carl-von-Ossietzky-Schule der Schülerinnen und Schüler der Klasse 11.2
- 2019 – WAS GEHT?! - Magazin
- 2019 – Manege HILFT!
- 2019 – Romnja Power Theater Kollektiv
- 2020 – Mpower e. V.
- 2020 – Schülerpaten Berlin e. V.
- 2021 – Interreligious Peers
- 2022 – DIDF-Jugend Berlin
- 2023 – Nayas Bibliothek
- 2023 – AG Erinnern der Theodor-Heuss-Gemeinschaftsschule
- 2024 – Theater X